# 1993 VN
1993 VN är en asteroid i huvudbältet som upptäcktes den 7 november 1993 av de båda japanska astronomerna Seiji Ueda och Hiroshi Kaneda i Kushiro.
Den tillhör asteroidgruppen Nysa.